# Freestyle-Skiing-Weltcup 2015/16
Die Saison 2015/16 des von der FIS veranstalteten Freestyle-Skiing-Weltcups begann am 23. August 2015 im neuseeländischen Cardrona und endete am 10. März 2016 in Tignes. Ausgetragen wurden Wettbewerbe in den Disziplinen Aerials (Springen), Moguls (Buckelpiste), Dual Moguls (Parallel-Buckelpiste), Skicross, Halfpipe, Slopestyle und Big Air. Den Gesamtweltcup der Männer gewann der Kanadier Mikaël Kingsbury und bei den Frauen die US-Amerikanerin Devin Logan.

## Männer

### Weltcupwertungen
| Rang | Name                  | Punkte |
| ---- | --------------------- | ------ |
| 01   | Mikaël Kingsbury      | 88,13  |
| 02   | Kévin Rolland         | 59,20  |
| 03   | Jean-Frédéric Chapuis | 57,83  |
| 04   | Andri Ragettli        | 52,40  |
| 05   | Oleksandr Abramenko   | 51,67  |
| 06   | Øystein Bråten        | 49,60  |
| 07   | Aaron Blunck          | 49,00  |
| 08   | Benoît Valentin       | 49,00  |
| 09   | Matt Graham           | 47,25  |
| 10   | Benjamin Cavet        | 47,25  |

| Rang | Name                 | Punkte |
| ---- | -------------------- | ------ |
| 01   | Oleksandr Abramenko  | 310    |
| 02   | Maxim Huszik         | 276    |
| 03   | Pjotr Medulitsch     | 244    |
| 04   | Qi Guangpu           | 226    |
| 05   | Ilja Burow           | 214    |
| 06   | Christopher Lillis   | 185    |
| 07   | Jonathon Lillis      | 184    |
| 08   | Stanislau Hladchenko | 180    |
| 09   | David Morris         | 173    |
| 10   | Mac Bohonnon         | 155    |

| Rang | Name                   | Punkte |
| ---- | ---------------------- | ------ |
| 01   | Mikaël Kingsbury       | 705    |
| 02   | Matt Graham            | 378    |
| 03   | Benjamin Cavet         | 378    |
| 04   | Philippe Marquis       | 348    |
| 05   | Jimi Salonen           | 272    |
| 06   | Alexander Smyschljajew | 261    |
| 07   | Dmitri Reicherd        | 243    |
| 08   | Daichi Hara            | 216    |
| 09   | Anthony Benna          | 198    |
| 10   | Dylan Walczyk          | 184    |

| Rang | Name                  | Punkte |
| ---- | --------------------- | ------ |
| 01   | Jean-Frédéric Chapuis | 694    |
| 02   | Christopher Del Bosco | 554    |
| 03   | Brady Leman           | 523    |
| 04   | Victor Öhling Norberg | 413    |
| 05   | Filip Flisar          | 379    |
| 06   | Bastien Midol         | 367    |
| 07   | Thomas Zangerl        | 319    |
| 08   | Alex Fiva             | 316    |
| 09   | Jonas Lenherr         | 311    |
| 10   | Daniel Bohnacker      | 291    |

| Rang | Name            | Punkte |
| ---- | --------------- | ------ |
| 01   | Kévin Rolland   | 296    |
| 02   | Aaron Blunck    | 245    |
| 03   | Benoît Valentin | 245    |
| 04   | Lyman Currier   | 162    |
| 05   | Broby Leeds     | 136    |
| 06   | Alex Ferreira   | 131    |
| 07   | David Wise      | 130    |
| 08   | Gus Kenworthy   | 100    |
| 09   | Byron Wells     | 88     |
| 10   | Thomas Krief    | 80     |

| Rang | Name                     | Punkte |
| ---- | ------------------------ | ------ |
| 01   | Andri Ragettli           | 262    |
| 02   | Øystein Bråten           | 248    |
| 03   | McRae Williams           | 222    |
| 04   | James Woods              | 221    |
| 05   | Joss Christensen         | 160    |
| 06   | Fabian Bösch             | 150    |
| 07   | Josiah Wells             | 150    |
| 08   | Jonas Hunziker           | 139    |
| 09   | Felix Stridsberg-Usterud | 136    |
| 10   | Evan McEachran           | 135    |

### Podestplätze

#### Aerials
| Datum      | Ort           | 1. Platz            | 2. Platz            | 3. Platz            |
| ---------- | ------------- | ------------------- | ------------------- | ------------------- |
| 19.12.2015 | Peking        | Qi Guangpu          | Pjotr Medulitsch    | David Morris        |
| 20.12.2015 | Peking        | Maxim Huszik        | David Morris        | Oleksandr Abramenko |
| 16.01.2016 | Lake Placid   | Wettkampf abgesagt. | Wettkampf abgesagt. | Wettkampf abgesagt. |
| 04.02.2016 | Deer Valley   | Qi Guangpu          | Olivier Rochon      | Oleksandr Abramenko |
| 05.02.2016 | Deer Valley   | Pjotr Medulitsch    | Oleksandr Abramenko | Naoya Tabara        |
| 13.02.2016 | Moskau        | Mac Bohonnon        | Jonathon Lillis     | Ilja Burow          |
| 20.02.2016 | Minsk         | Christopher Lillis  | Maxim Huszik        | Ilja Burow          |
| 27.02.2016 | Sierra Nevada | Wettkampf abgesagt. | Wettkampf abgesagt. | Wettkampf abgesagt. |

#### Moguls
| Datum      | Ort            | Disziplin   | 1. Platz            | 2. Platz            | 3. Platz            |
| ---------- | -------------- | ----------- | ------------------- | ------------------- | ------------------- |
| 12.12.2015 | Ruka           | Dual Moguls | Mikaël Kingsbury    | Benjamin Cavet      | Ikuma Horishima     |
| 15.01.2016 | Lake Placid    | Moguls      | Wettkampf abgesagt. | Wettkampf abgesagt. | Wettkampf abgesagt. |
| 23.01.2016 | Val Saint-Côme | Moguls      | Mikaël Kingsbury    | Matt Graham         | Laurent Dumais      |
| 30.01.2016 | Calgary        | Moguls      | Mikaël Kingsbury    | Philippe Marquis    | Shō Endō            |
| 04.02.2016 | Deer Valley    | Moguls      | Matt Graham         | Mikaël Kingsbury    | Ludvig Fjällström   |
| 06.02.2016 | Deer Valley    | Dual Moguls | Anthony Benna       | Jimi Salonen        | Dmitri Reicherd     |
| 27.02.2016 | Tazawako       | Moguls      | Bradley Wilson      | Mikaël Kingsbury    | Matt Graham         |
| 28.02.2016 | Tazawako       | Dual Moguls | Mikaël Kingsbury    | Thomas Rowley       | Benjamin Cavet      |
| 05.03.2016 | Moskau         | Dual Moguls | Mikaël Kingsbury    | Benjamin Cavet      | Philippe Marquis    |

#### Skicross
| Datum      | Ort          | 1. Platz              | 2. Platz              | 3. Platz              |
| ---------- | ------------ | --------------------- | --------------------- | --------------------- |
| 05.12.2015 | Montafon     | Christopher Del Bosco | Brady Leman           | Filip Flisar          |
| 11.12.2015 | Val Thorens  | Christopher Del Bosco | Filip Flisar          | Brady Leman           |
| 12.12.2015 | Val Thorens  | Jean-Frédéric Chapuis | Thomas Harasser       | Christopher Del Bosco |
| 19.12.2015 | Innichen     | Jean-Frédéric Chapuis | Brady Leman           | Johannes Rohrweck     |
| 20.12.2015 | Innichen     | Victor Öhling Norberg | Jean-Frédéric Chapuis | Sylvain Miaillier     |
| 16.01.2016 | Watles       | Jean-Frédéric Chapuis | Sylvain Miaillier     | Jonas Devouassoux     |
| 17.01.2016 | Watles       | Jonas Lenherr         | Alex Fiva             | Brady Leman           |
| 23.01.2016 | Nakiska      | Jean-Frédéric Chapuis | Armin Niederer        | Brady Leman           |
| 13.02.2016 | Idre         | Filip Flisar          | Christopher Del Bosco | Christoph Wahrstötter |
| 14.02.2016 | Idre         | Victor Öhling Norberg | Thomas Zangerl        | Jonas Lenherr         |
| 20.02.2016 | Tegernsee    | Wettkampf abgesagt.   | Wettkampf abgesagt.   | Wettkampf abgesagt.   |
| 21.02.2016 | Tegernsee    | Wettkampf abgesagt.   | Wettkampf abgesagt.   | Wettkampf abgesagt.   |
| 28.02.2016 | Phoenix Park | Bastien Midol         | Paul Eckert           | Jean-Frédéric Chapuis |
| 04.03.2016 | Arosa        | Semen Denschtschikow  | Victor Öhling Norberg | Christopher Del Bosco |
| 13.03.2016 | Squaw Valley | Wettkampf abgesagt.   | Wettkampf abgesagt.   | Wettkampf abgesagt.   |

#### Halfpipe
| Datum      | Ort       | 1. Platz      | 2. Platz        | 3. Platz        |
| ---------- | --------- | ------------- | --------------- | --------------- |
| 23.08.2015 | Cardrona  | Kévin Rolland | Thomas Krief    | Benoît Valentin |
| 23.01.2016 | Mammoth   | Gus Kenworthy | David Wise      | Aaron Blunck    |
| 05.02.2016 | Park City | Aaron Blunck  | Benoît Valentin | Kévin Rolland   |
| 10.03.2016 | Tignes    | Kévin Rolland | Lyman Currier   | Benoît Valentin |

#### Slopestyle
| Datum      | Ort          | 1. Platz         | 2. Platz       | 3. Platz         |
| ---------- | ------------ | ---------------- | -------------- | ---------------- |
| 28.08.2015 | Cardrona     | James Woods      | Øystein Bråten | Joss Christensen |
| 24.01.2016 | Mammoth      | Joss Christensen | McRae Williams | Øystein Bråten   |
| 20.02.2016 | Phoenix Park | Alex Bellemare   | Henrik Harlaut | Josiah Wells     |
| 04.03.2016 | Silvaplana   | Andri Ragettli   | Fabian Bösch   | Øystein Bråten   |

#### Big Air
| Datum      | Ort    | 1. Platz        | 2. Platz       | 3. Platz       |
| ---------- | ------ | --------------- | -------------- | -------------- |
| 12.02.2016 | Boston | Vincent Gagnier | Andri Ragettli | Jonas Hunziker |

## Frauen

### Weltcupwertungen
| Rang | Name                       | Punkte |
| ---- | -------------------------- | ------ |
| 01   | Devin Logan                | 88,20  |
| 02   | Anna Holmlund              | 81,25  |
| 03   | Tiril Sjåstad Christiansen | 69,00  |
| 04   | Ashley Caldwell            | 68,17  |
| 05   | Chloé Dufour-Lapointe      | 61,75  |
| 06   | Marielle Thompson          | 61,42  |
| 07   | Emma Dahlström             | 60,00  |
| 08   | Justine Dufour-Lapointe    | 58,88  |
| 09   | Ayana Onozuka              | 58,00  |
| 10   | Danielle Scott             | 54,17  |

| Rang | Name                     | Punkte |
| ---- | ------------------------ | ------ |
| 01   | Ashley Caldwell          | 409    |
| 02   | Danielle Scott           | 325    |
| 03   | Alina Gridnewa           | 247    |
| 04   | Alexandra Orlowa         | 242    |
| 05   | Zhang Xin                | 232    |
| 06   | Kiley McKinnon           | 222    |
| 07   | Quan Huilin              | 207    |
| 08   | Samantha Wells           | 206    |
| 09   | Aljaksandra Ramanouskaja | 206    |
| 10   | Yang Yu                  | 195    |

| Rang | Name                    | Punkte |
| ---- | ----------------------- | ------ |
| 01   | Chloé Dufour-Lapointe   | 494    |
| 02   | Justine Dufour-Lapointe | 471    |
| 03   | Perrine Laffont         | 414    |
| 04   | Julija Galyschewa       | 318    |
| 05   | Andi Naude              | 306    |
| 06   | Mikaela Matthews        | 285    |
| 07   | Audrey Robichaud        | 280    |
| 08   | Maxime Dufour-Lapointe  | 272    |
| 09   | Deborah Scanzio         | 266    |
| 10   | Regina Rachimowa        | 261    |

| Rang | Name               | Punkte |
| ---- | ------------------ | ------ |
| 01   | Anna Holmlund      | 975    |
| 02   | Marielle Thompson  | 737    |
| 03   | Alizée Baron       | 612    |
| 04   | Sandra Näslund     | 556    |
| 05   | Andrea Limbacher   | 527    |
| 06   | Heidi Zacher       | 519    |
| 07   | Katrin Ofner       | 442    |
| 08   | Kelsey Serwa       | 414    |
| 09   | Marte Høie Gjefsen | 335    |
| 10   | Sofia Smirnowa     | 266    |

| Rang | Name            | Punkte |
| ---- | --------------- | ------ |
| 01   | Ayana Onozuka   | 290    |
| 02   | Devin Logan     | 260    |
| 03   | Maddie Bowman   | 245    |
| 04   | Janina Kuzma    | 214    |
| 05   | Annalisa Drew   | 159    |
| 06   | Marie Martinod  | 156    |
| 07   | Saori Suzuki    | 100    |
| 08   | Brita Sigourney | 81     |
| 09   | Anaïs Caradeux  | 81     |
| 10   | Yurie Watabe    | 78     |

| Rang | Name                       | Punkte |
| ---- | -------------------------- | ------ |
| 01   | Tiril Sjåstad Christiansen | 345    |
| 02   | Emma Dahlström             | 300    |
| 03   | Lisa Zimmermann            | 224    |
| 04   | Yuki Tsubota               | 210    |
| 05   | Giulia Tanno               | 208    |
| 06   | Maggie Voisin              | 185    |
| 07   | Devin Logan                | 181    |
| 08   | Isabel Atkin               | 169    |
| 09   | Silvia Bertagna            | 159    |
| 10   | Keri Herman                | 130    |

### Podestplätze

#### Aerials
| Datum      | Ort           | 1. Platz            | 2. Platz                | 3. Platz                 |
| ---------- | ------------- | ------------------- | ----------------------- | ------------------------ |
| 19.12.2015 | Peking        | Ashley Caldwell     | Zhang Xin               | Kiley McKinnon           |
| 20.12.2015 | Peking        | Kong Fanyu          | Ashley Caldwell         | Quan Huilin              |
| 16.01.2016 | Lake Placid   | Wettkampf abgesagt. | Wettkampf abgesagt.     | Wettkampf abgesagt.      |
| 04.02.2016 | Deer Valley   | Yang Yu             | Samantha Wells          | Alexandra Orlowa         |
| 05.02.2016 | Deer Valley   | Zhang Xin           | Danielle Scott          | Ashley Caldwell          |
| 13.02.2016 | Moskau        | Alina Gridnewa      | Schanbota Aldabergenowa | Madison Olsen            |
| 20.02.2016 | Minsk         | Ashley Caldwell     | Danielle Scott          | Aljaksandra Ramanouskaja |
| 27.02.2016 | Sierra Nevada | Wettkampf abgesagt. | Wettkampf abgesagt.     | Wettkampf abgesagt.      |

#### Moguls
| Datum      | Ort            | Disziplin   | 1. Platz                | 2. Platz                | 3. Platz               |
| ---------- | -------------- | ----------- | ----------------------- | ----------------------- | ---------------------- |
| 12.12.2015 | Ruka           | Dual Moguls | Mikaela Matthews        | Regina Rachimowa        | Chloé Dufour-Lapointe  |
| 15.01.2016 | Lake Placid    | Moguls      | Wettkampf abgesagt.     | Wettkampf abgesagt.     | Wettkampf abgesagt.    |
| 23.01.2016 | Val Saint-Côme | Moguls      | Justine Dufour-Lapointe | Chloé Dufour-Lapointe   | Maxime Dufour-Lapointe |
| 30.01.2016 | Calgary        | Moguls      | Chloé Dufour-Lapointe   | Justine Dufour-Lapointe | Andi Naude             |
| 04.02.2016 | Deer Valley    | Moguls      | Justine Dufour-Lapointe | Julija Galyschewa       | Chloé Dufour-Lapointe  |
| 06.02.2016 | Deer Valley    | Dual Moguls | Justine Dufour-Lapointe | Julija Galyschewa       | Jaelin Kauf            |
| 27.02.2016 | Tazawako       | Moguls      | Perrine Laffont         | Chloé Dufour-Lapointe   | Audrey Robichaud       |
| 28.02.2016 | Tazawako       | Dual Moguls | Deborah Scanzio         | Audrey Robichaud        | Chloé Dufour-Lapointe  |
| 05.03.2016 | Moskau         | Dual Moguls | Perrine Laffont         | Andi Naude              | Hedvig Wessel          |

#### Skicross
| Datum      | Ort          | 1. Platz            | 2. Platz            | 3. Platz            |
| ---------- | ------------ | ------------------- | ------------------- | ------------------- |
| 05.12.2015 | Montafon     | Marielle Thompson   | Anna Holmlund       | Katrin Ofner        |
| 11.12.2015 | Val Thorens  | Anna Holmlund       | Sandra Näslund      | Ophélie David       |
| 12.12.2015 | Val Thorens  | Anna Holmlund       | Alizée Baron        | Andrea Limbacher    |
| 19.12.2015 | Innichen     | Heidi Zacher        | Anna Holmlund       | Sandra Näslund      |
| 20.12.2015 | Innichen     | Andrea Limbacher    | Kelsey Serwa        | Alizée Baron        |
| 16.01.2016 | Watles       | Anna Holmlund       | Alizée Baron        | Andrea Limbacher    |
| 17.01.2016 | Watles       | Marielle Thompson   | Anna Holmlund       | Heidi Zacher        |
| 23.01.2016 | Nakiska      | Marielle Thompson   | Anna Holmlund       | Andrea Limbacher    |
| 13.02.2016 | Idre         | Anna Holmlund       | Marielle Thompson   | Sandra Näslund      |
| 14.02.2016 | Idre         | Marielle Thompson   | Sandra Näslund      | Alizée Baron        |
| 20.02.2016 | Tegernsee    | Wettkampf abgesagt. | Wettkampf abgesagt. | Wettkampf abgesagt. |
| 21.02.2016 | Tegernsee    | Wettkampf abgesagt. | Wettkampf abgesagt. | Wettkampf abgesagt. |
| 28.02.2016 | Phoenix Park | Andrea Limbacher    | Kelsey Serwa        | Anna Holmlund       |
| 04.03.2016 | Arosa        | Anna Holmlund       | Marielle Thompson   | Alizée Baron        |
| 13.03.2016 | Squaw Valley | Wettkampf abgesagt. | Wettkampf abgesagt. | Wettkampf abgesagt. |

#### Halfpipe
| Datum      | Ort       | 1. Platz      | 2. Platz      | 3. Platz       |
| ---------- | --------- | ------------- | ------------- | -------------- |
| 23.08.2015 | Cardrona  | Devin Logan   | Janina Kuzma  | Ayana Onozuka  |
| 23.01.2016 | Mammoth   | Ayana Onozuka | Devin Logan   | Janina Kuzma   |
| 05.02.2016 | Park City | Maddie Bowman | Ayana Onozuka | Marie Martinod |
| 10.03.2016 | Tignes    | Maddie Bowman | Annalisa Drew | Marie Martinod |

#### Slopestyle
| Datum      | Ort          | 1. Platz                   | 2. Platz        | 3. Platz        |
| ---------- | ------------ | -------------------------- | --------------- | --------------- |
| 28.08.2015 | Cardrona     | Tiril Sjåstad Christiansen | Silvia Bertagna | Lisa Zimmermann |
| 24.01.2016 | Mammoth      | Yuki Tsubota               | Giulia Tanno    | Emma Dahlström  |
| 20.02.2016 | Phoenix Park | Tiril Sjåstad Christiansen | Maggie Voisin   | Emma Dahlström  |
| 04.03.2016 | Silvaplana   | Emma Dahlström             | Giulia Tanno    | Maggie Voisin   |

#### Big Air
| Datum      | Ort    | 1. Platz        | 2. Platz       | 3. Platz                   |
| ---------- | ------ | --------------- | -------------- | -------------------------- |
| 12.02.2016 | Boston | Lisa Zimmermann | Emma Dahlström | Tiril Sjåstad Christiansen |

## Nationencup
| Rang | Land               | Punkte |
| ---- | ------------------ | ------ |
| 01   | Kanada             | 6131   |
| 02   | Vereinigte Staaten | 4579   |
| 03   | Frankreich         | 4179   |
| 04   | Russland           | 2924   |
| 05   | Schweden           | 2845   |
| 06   | Schweiz            | 2386   |
| 07   | Österreich         | 2231   |
| 08   | Deutschland        | 1869   |
| 09   | Australien         | 1638   |
| 10   | Norwegen           | 1512   |